# Stacey-Ann Williams
Stacey-Ann Williams (* 8. März 1999 in Kingston) ist eine jamaikanische Sprinterin, die sich auf den 400-Meter-Lauf spezialisiert hat. Ihren größten Erfolg feierte sie mit dem Gewinn der Bronzemedaille mit der jamaikanischen 4-mal-400-Meter-Staffel bei den Olympischen Sommerspielen 2020.

## Sportliche Laufbahn
Erste internationale Erfahrungen sammelte Stacey-Ann Williams bei den CARIFTA-Games 2016 in St. George’s, bei denen sie in 54,00 s die Goldmedaille über 400 Meter gewann und auch mit der jamaikanischen 4-mal-400-Meter-Staffel in 3:39,31 min siegte. Anschließend startete sie mit der Staffel bei den U20-Weltmeisterschaften in Bydgoszcz und gewann dort in 2:31,01 min die Silbermedaille. Zwei Jahre später belegte sie bei den U20-Weltmeisterschaften in Tampere in 53,23 s den sechsten Platz über 400 Meter und gewann mit der Staffel in 3:31,90 min die Bronzemedaille. Im Herbst begann sie ein Studium an der University of Texas at Austin und 2021 startete sie mit der 4-mal-400-Meter-Staffel bei den Olympischen Sommerspielen in Tokio und kam dort im Vorlauf zum Einsatz und trug damit zum Gewinn der Bronzemedaille bei. Zudem belegte sie in der Mixed-Staffel über 4-mal 400 Meter mit 3:14,95 min im Finale den siebten Platz.
2022 verhalf sie der jamaikanischen Mannschaft bei den Weltmeisterschaften in Eugene zum Finaleinzug und trug somit zum Gewinn der Silbermedaille bei. Zudem belegte sie in 3:12,71 min den fünften Platz in der Mixed-Staffel. Im Jahr darauf verpasste sie bei den Weltmeisterschaften in Budapest mit der Mixed-Staffel mit 3:14,05 min den Finaleinzug und gewann mit der Frauenstaffel in 3:20,88 min gemeinsam mit Candice McLeod, Janieve Russell und Nickisha Pryce die Silbermedaille hinter dem niederländischen Team. 2024 erreichte sie bei den Hallenweltmeisterschaften in Glasgow das Halbfinale im Einzelbewerb und schied dort mit 52,72 s aus. Zudem kam sie mit der Staffel im Finale nicht ins Ziel. Im August schied sie bei den Olympischen Sommerspielen in Paris mit 50,79 s im Halbfinale über 400 Meter aus und kam mit der Staffel im Finale nicht in Ziel.

## Persönliche Bestzeiten
- 200 Meter: 23,06 s (+1,8 m/s), 30. April 2021 in Austin
  - 200 Meter (Halle): 23,14 s, 4. Februar 2022 in Albuquerque
- 400 Meter: 50,00 s, 8. September 2024 in Zagreb
  - 400 Meter (Halle): 51,49 s, 12. März 2022 in Birmingham